# Ортис, Оскар
Оскар Ортис (исп. Óscar Ortiz) — государственный и политический деятель Сальвадора. С 1 июня 2014 года по 1 июня 2019 года занимал должность вице-президента страны.

## Биография
Родился 14 февраля 1961 года в Сан-Алехо. Во время гражданской войны в Сальвадоре (1979—1992) Оскар Ортис сражался в рядах Народных сил освобождения имени Фарабундо Марти — одной из пяти организаций, входящих в ФНОФМ. С 1994 по 2000 год был депутатом в законодательной ассамблее Сальвадора от партии ФНОФМ. В 2000 году был избран мэром города Санта-Текла, затем переизбирался на эту должность в 2003, 2006, 2009 и 2012 годах. В 2003 году Оскар Ортис уступил в ходе партийного голосования Шафику Хорхе Хандалю (набрав 47 % голосов против 53 % у Хандаля), которое определило, кто будет кандидатом от партии на президентских выборах 2004 года. 
Считался одним из самых успешных мэров в Сальвадоре, когда принял решение выставить свою кандидату на должность вице-президента на выборах 2014 года. В марте 2014 года был избран вице-президентом страны, а Сальвадор Санчес Серен стал избранным президентом. Оскар Ортис вступил в должность 1 июня 2014 года.